# Сомадева
Сомадева (санскр. सोमदेव, IAST: Somadeva), прозванный Бхатта (санскр. भत्त, IAST: Bhatta), т. е. «великим учёным» — кашмирский поэт XI века, писавший на санскрите.
Сведений о его жизни практически не сохранилось; биография Сомадевы реконструируется по косвенным данным. Известно, что он происходил из касты брахманов, придерживался шиваизма и был придворным поэтом кашмирского царя Ананты, правившего в 1029—1064 годах. Для развлечения его жены Сурьявати (ум. 1081) Сомадева, по его собственным словам, и составил прославившее его сочинение «Катхасаритсагара» («Океан сказаний»).

## Публикации
- Сомадева. Повесть о царе Удаяне: Пять книг из «Океана сказаний» / Пер. с санскр. П. А. Гринцера, И. Д. Серебрякова; послесл. и примеч. П. А. Гринцера. — М.: Наука (ГРВЛ), 1967. — 288 с. — 50 000 экз.
- Сомадева. Необычайные похождения царевича Нараваханадатты / Пер. с санскр., послесл. и примеч. И. Д. Серебрякова; отв. ред. В. Г. Эрман. — М.: Наука (ГРВЛ), 1972. — 544 с. — 15 000 экз.
- Сомадева. Дальнейшие похождения царевича Нараваханадатты / Пер. с санскр. И. Д. Серебрякова, Р. А. Тазетдиновой, С. Л. Невелевой; послесл. и примеч. И. Д. Серебрякова; отв. ред. В. Г. Эрман. — М.: Наука (ГРВЛ), 1976. — 448 с. — 30 000 экз.
- Сомадева. Океан сказаний: Избранные повести и рассказы / Пер. с санскр., послесл., примеч. и глос. И. Д. Серебрякова. — М.: Наука (ГРВЛ), 1982. — 526 с. — 39 000 экз.